# Carmen y familia
Carmen y familia es una serie española de televisión, emitida por TVE en 1996. 

## Argumento
Con tono de comedia costumbrista, narra la vida de Carmen, una mujer de mediana edad y viuda que regenta un estanco en el Barrio de Alegría, situado en una ciudad española cualquiera. Carmen está muy unida a su hermano Cayetano, dueño de un bar, hasta que un hombre entra a formar parte de su vida, Bernardo. Por su parte, intervienen igualmente en la acción, Adelina, la cuñada de Carmen, que fue cantante de zarzuela, Sole, su sobrina, y Sito, ex-presidiario y novio de Sole.
A lo largo de los sucesivos episodios, las peripecias cotidianas de los habitantes de los alrededores se van entrecruzando, complentando el mosaico de la vida de barrio humilde en una ciudad mediana de España.

## Reparto
- Beatriz Carvajal ...Carmen
- José Sancho ...Bernardo
- Álvaro de Luna ...Cayetano
- Analía Gadé ...Adelina
- Beatriz Rico ...Sole
- Achero Mañas ...Sito

## Episodios
| N.º (serie) | N.º (serie) | Título                                | Fecha de emisión      | Espectadores      |
| ----------- | ----------- | ------------------------------------- | --------------------- | ----------------- |
| 1           | 1           | «Al sur del corazón»                  | 15 de abril de 1996   | 4 319 000 (26,1%) |
| 2           | 2           | «Vemos muchos culebrones»             | 22 de abril de 1996   | 4 978 000 (29,3%) |
| 3           | 3           | «Chica encuentra chico»               | 29 de abril de 1996   | 4 575 000 (27,5%) |
| 4           | 4           | «Dame un beso que me dure una semana» | 6 de mayo de 1996     | 4 758 000 (28,0%) |
| 5           | 5           | «Nuestro amor es como el rayo»        | 13 de mayo de 1996    | —                 |
| 6           | 6           | «Chove en Santiago»                   | 20 de mayo de 1996    | 3 806 000 (22,7%) |
| 7           | 7           | «Pecado de sospecha»                  | 26 de mayo de 1996    | 2 196 000 (16,4%) |
| 8           | 8           | «Cerezas del Jerte»                   | 2 de junio de 1996    | 2 342 000 (17,6%) |
| 9           | 9           | «Hay cosas inmortales»                | 9 de junio de 1996    | —                 |
| 10          | 10          | «La vida se rompe y se pega»          | 13 de julio de 1996   | —                 |
| 11          | 11          | «Las cosas no son lo que parecen»     | 20 de julio de 1996   | —                 |
| 12          | 12          | «Amor con amor se paga»               | 27 de julio de 1996   | —                 |
| 26          | 26          | —                                     | 15 de octubre de 1996 | —                 |

## Curiosidades
- La serie alcanzó una audiencia media de 3.550.000 espectadores. .
- Supuso el reencuentro ante una cámara de los actores José Sancho y Álvaro de Luna, 20 después de que diesen vida respectivamente a El Estudiante y El Algarrobo en la mítica serie de televisión Curro Jiménez.